# Vikidia

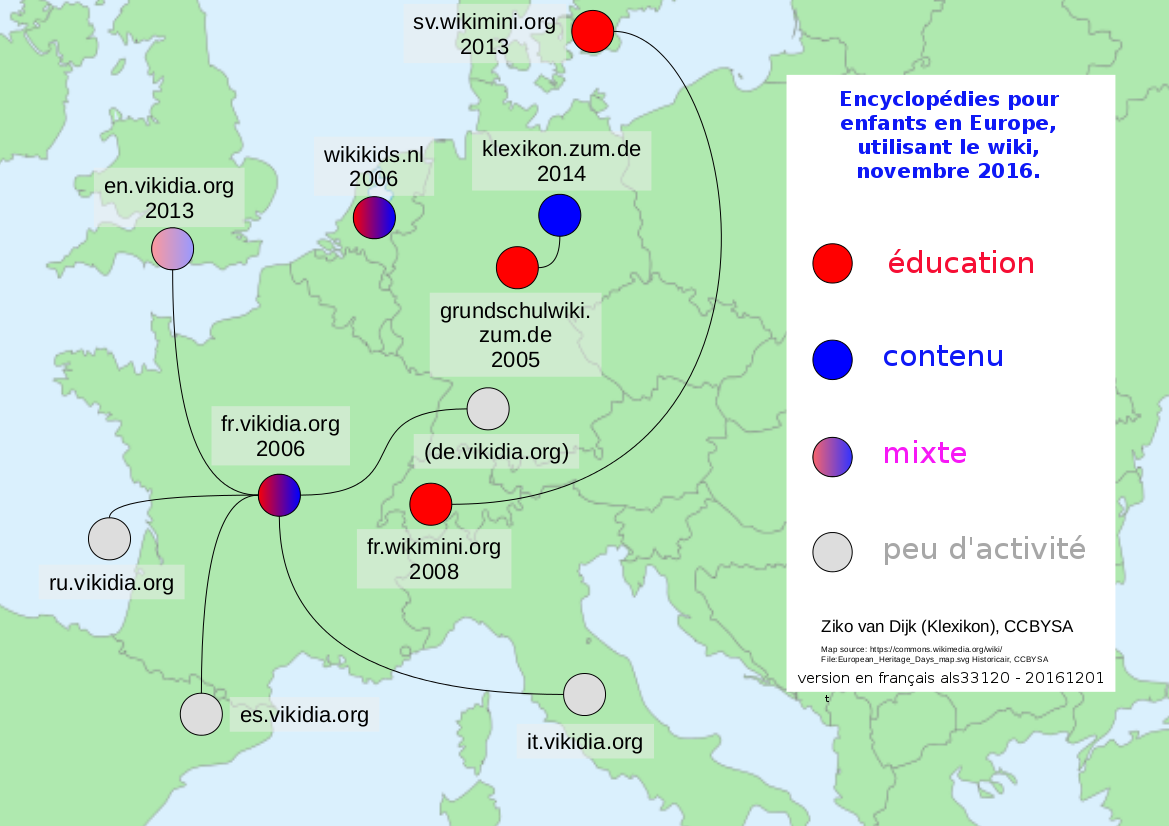
Carte des wikis encyclopédiques pour enfants.

Vikidia (/vi.ki.dja/ ) est une encyclopédie en ligne à l'intention des enfants de 8 à 13 ans, à laquelle  chacun peut contribuer librement.
Créée en 2006 par Mathias Damour, Vikidia est une œuvre libre gérée en wiki grâce à MediaWiki. Elle est écrite en treize langues, mais surtout en français, en italien, en espagnol et en anglais.

## Histoire
Le nom de domaine vikidia.org est enregistré le 16 novembre 2006 par le wikipédien Mathias Damour,, qui a notamment contribué aux débuts du projet avorté Wikipédia Junior. Le site comporte alors deux espaces : www.vikidia.org (page d'accueil multilingue) et fr.vikidia.org (portail francophone). Le premier article est créé le lendemain.
Le 9 avril 2011, l'association Vikidia (association loi de 1901) est créée et devient propriétaire de Vikidia.
Depuis 2008, différentes versions linguistiques ont été créées : espagnol (mai 2008), italien (avril 2012), russe (novembre 2012), anglais (décembre 2013), sicilien et basque (juin 2015), catalan (juin 2016), allemand (août 2017), arménien (octobre 2017), grec (mai 2018), portugais (février 2021) et occitan (décembre 2021)[réf. souhaitée].
Bien que l'existence de ce site soit ancienne, le nombre d'articles des versions linguistiques est bien inférieur à celui de Wikipédia. En novembre 2023, la version française dénombre 40 000 articles.
En 2022, Vikidia fait partie des 9 associations lauréates de la première promotion de l'Accélérateur d'Initiatives Citoyennes (AIC) pour un « service public augmenté », sélectionnée par un jury de citoyens et accompagnée par Amélie de Montchalin, ministre de la Transformation et de la Fonction publiques,.

## Organisation et fonctionnement

### Principes
Un des fondements conceptuels de Vikidia est la Convention relative aux droits de l'enfant, « en particulier les articles prévoyant le droit à la liberté de rechercher, de recevoir et de transmettre des informations, ainsi que la reconnaissance par les États qui ont ratifié cette convention du rôle important des médias et de leur fourniture d'accès à l'information, en particulier celle conçue pour promouvoir le bien-être social, spirituel et moral, le développement physique et mental sain de l'enfant ».
Le fonctionnement de Vikidia est inspiré de Wikipédia et WikiKids.nl[réf. souhaitée]. Le site n'a aucun lien avec les fondateurs et éditeurs de Wikipédia. Elle est implémentée sur le logiciel MediaWiki et les principes de contribution et d'utilisation sont les mêmes que pour Wikipédia. 

### Licence
Le contenu est placé sous double licence libre Creative Commons « Attribution - Partage dans les Mêmes Conditions » et GFDL.

## Public
Vikidia est une ressource destinée aux enfants, principalement âgés de 8 à 13 ans. Elle peut également intéresser des personnes plus âgées souhaitant acquérir les connaissances les plus élémentaires. Contrairement aux articles de Wikipédia considérés comme des textes techniques, ceux de Vikidia sont évalués comme leurs versions simplifiées,. Pour garantir la bonne compréhension, il est prêté une grande attention au style et au vocabulaire du texte qui se doivent d'être simples. L'information doit également être synthétique.
Vikidia favorise la participation des enfants à sa rédaction, dans le cadre de projets pédagogiques,,, ou à titre individuel, ceci devant contribuer au développement de l'encyclopédie, à l'apprentissage de l'utilisation des outils numériques, au développement des compétences intellectuelles des enfants et à l’encyclopédisation de la jeune génération. La participation à l'écriture des articles présente un grand potentiel didactique en donnant aux enfants la tâche d'évaluer la fiabilité d'une information, de se confronter à son sourçage, d'écrire leurs propres notes, de travailler collaborativement,. Ils ont aussi la satisfaction de voir leur travail consultable par d'autres personnes.
Vikidia, comme toutes les encyclopédies pour enfant, joue un rôle dans l'acquisition des connaissances générales, de valeurs et de modèles de comportements, l'amour de la lecture et l'établissement d'orientations de vision du monde.
Une enquête réalisée en 2021 à propos de Vikidia en français révèle que :
- Les filles sont majoritaires parmi les lecteurs de Vikidia (49 % de filles, 37 % de garçons et les autres n'ont pas divulgué leur genre) ;
- La majorité des lecteurs de Vikidia ont entre 8 et 18 ans. Les 14-18 ans sont un peu plus représentés que les 8-13 ans ;
- Vikidia est surtout utilisé dans le cadre des études ;
- Près de 80 % des répondants se contentent de consulter le site ; 5 % y contribuent plus d'une fois par semaine ;
- La plupart des répondants ont découvert Vikidia par hasard (46 %) ; 22 % l'ont découvert par le milieu scolaire, et 19 % par Wikipédia.

Une enquête a par ailleurs été réalisée par Wikimédia France en 2022 afin d'analyser le profil des contributeurs et contributrices de Wikipédia. Selon Mathilde Louis, chargée de projet chez Wikimédia France et chargée du partenariat avec Vikidia, le contributeur moyen sur Vikidia est « un garçon âgé de 8 à 13 ans qui est au collège et qui contribue sur son temps libre ».

## Relations avec d'autres projets
Les articles de Vikidia et ceux de WikiKids.nl sont reliés quand il y a lieu par des liens interlangues réciproques (appelés couramment interwikis).
Vikidia en français est grandement soutenu par Wikimédia France, bien que le projet ne fasse pas partie du mouvement Wikimédia. Le 12 octobre 2021, Wikimédia France annonce la mise en place d'un partenariat avec Vikidia, portant sur la réalisation de projets pédagogiques et la mise en place d'actions de contributions.
Vikidia est disponible sous forme de fichiers ZIM sur le site de Kiwix. Le logiciel permet de consulter le site sans connexion Internet. PrimTux (un système d'exploitation et distribution Linux destiné aux élèves d'école élémentaire) propose un paquet kiwix-vikidia pour compléter sa logithèque sous licence libre.